# 矢野直美

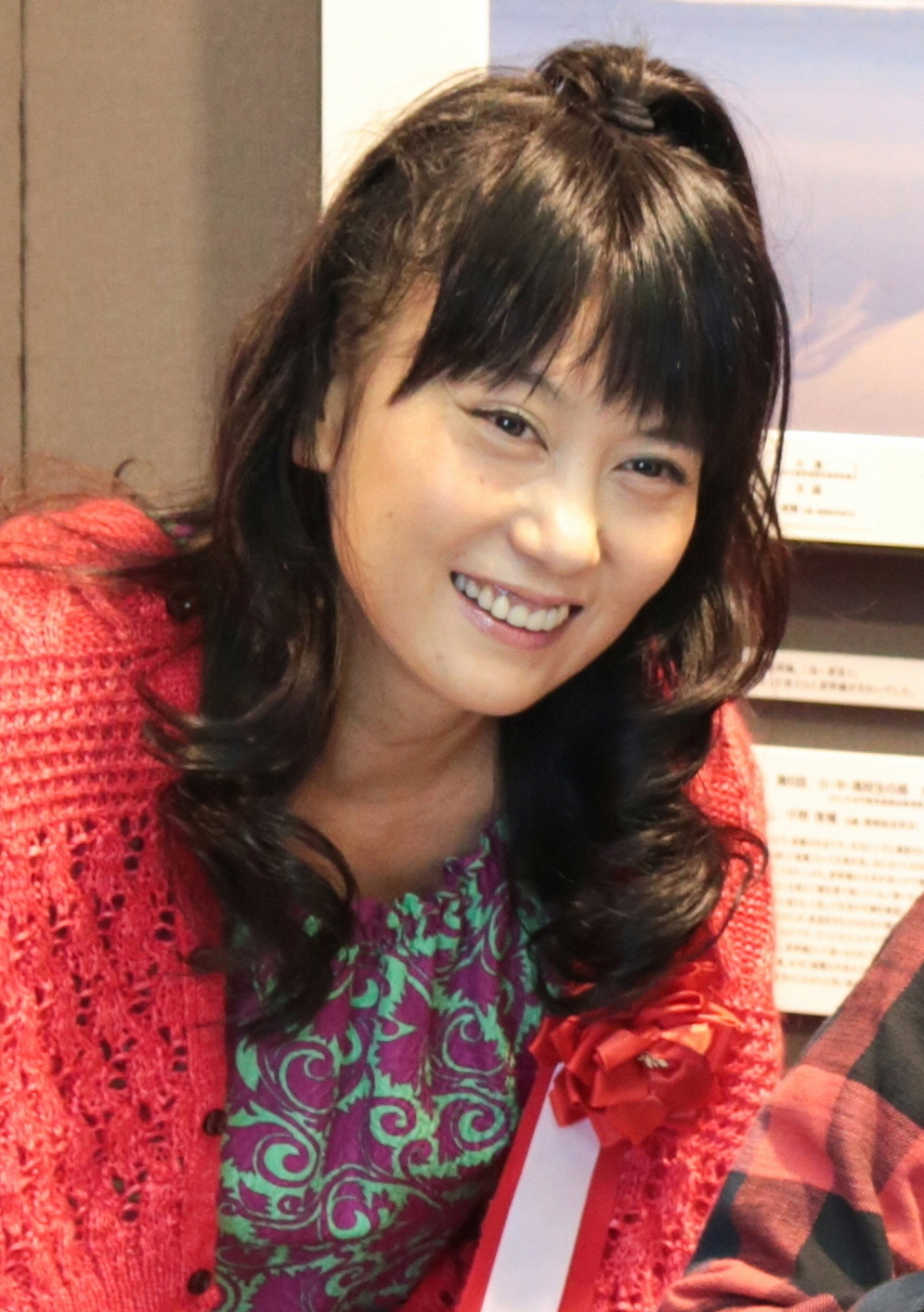
第6回 タムロン鉄道風景コンテストにて

矢野 直美（やの なおみ ）は、日本の作家、鉄道写真家。

## 来歴
北海道札幌市出身。国内外を旅しながら写真を撮り、文章をつづる「フォト・ライター」。鉄道旅をこよなく愛することから「元祖・鉄子」の愛称でも呼ばれる。写真作品とエッセイを発表しながら、さまざまなメディアで活動。講演会やフォトコンテストの審査員も務める。

## 主な著書
- 「汽車通学」／メディアファクトリー
- 「ダイヤに輝く鉄おとめ」／JTBパブリッシング
- 「矢野直美の駅弁旅」／小学館
- 「鉄道少女百景」／一迅社
- 「北海道幸せ鉄道旅15路線」（講談社＋α文庫）
- 「すごい駅弁!」（メディアファクトリー）
- 「鉄子の旅写真日記」（阪急コミュニケーションズ）
- 「おんなひとりの鉄道旅　東日本編・西日本編」（小学館文庫）
- 「日本の鉄道　車窓絶景100選」（新潮新書）
- 「北海道　幸福鐵道旅」（人人出版・台湾）
- 「ローカル線をゆく」（阪急コミュニケーションズ刊）
- 「津軽鉄道応援写真集　Take it Slow!」(共著・小学館)
- 「北海道のんびり鉄道旅」（北海道新聞）
- 「おんなひとりの鉄道旅」（小学館）
- 「北海道 幸せ鉄道旅」（北海道新聞）、ほか

## 連載
- BE-PAL（小学館）『おんなひとりの鉄道旅』
- 朝日新聞『鉄子の鉄学』
- JTB時刻表（JTBパブリッシング）『矢野直美のダイヤに輝く鉄おとめ』

## 出演漫画
- 鉄子の旅

## 出演番組
- つながる@きたカフェ（NHK札幌放送局、北海道ローカル 各駅停車の旅のコーナーで不定期出演）
  - しあわせ鉄道紀行（NHK札幌放送局、北海道ローカル  上記番組の再編集版）
- 特報首都圏（NHK総合、首都圏ローカル 2011年10月14日「鉄道の日特集 赤字ローカル線を行く!」でゲスト出演）
- 湯のまち放浪記（BS-TBS、2013年7月30日・8月6日）
- 北海道のナンモン! どうした?どうする?JR北海道（NHK札幌放送局、北海道ローカル、2014年3月7日）
- まるごと新幹線 ～昨日・今日・明日 夢の超特急の50年（NHK BSプレミアム 2014年10月4日）
- 壇蜜古画 第二章 第6回「朽ちる戦跡 ～広尾町・大樹町・函館市戸井地区～」（北海道テレビ、2014年11月6日）
- イチオシ!報道スペシャル もうすぐ、新幹線。〜北陸開業!北海道もあと1年!〜（北海道テレビ、2015年3月14日）
- 出発!気ままに趣味旅 初回3時間スペシャル 秋の北海道鉄道カメラ旅（BSジャパン、2015年10月11日）
- Japan Railway Journal（NHKワールドTV/BS1）
- ニッポン各駅早周り旅 (NHK BSプレミアム、2016年10月29日)
- 駅旅 〜駅からはじまる物語〜（鉄道チャンネル、2018年10月・11月、旅人（#6・#7・#11））